# SuperKaramba
SuperKaramba és una eina que permet fàcilment crear elements interactius a l'escriptori de KDE. Actualment només GNU/Linux està oficialment suportat, tot i que també funciona bé amb FreeBSD i NetBSD. Els seus competidors són Konfabulator, GDesklets i Apple Dashboard. DesktopX, està restringit a Microsoft Windows i no és un competidor directe.
Els programes interactius solen estar incrustats al fons de l'escriptori i no molesten a la visió normal d'aquest. L'ús de SuperKaramba no està limitat a KDE, però es necessiten certes llibreries d'aquests. SuperKaramba s'inclou amb KDE 3.5.

## Funcionament
Els autors usen fitxers de text per crear temes que defineixen els seus widgets. A més, hi ha l'opció d'afegir un guió amb Python per tal de fer els widgets interactius.

## Possibles usos
- Previsió metereològica interactiva
- Control i avís de reproducció de música amb XMMS o Amarok
- Calendari i notes
- Rellotges originals
- Monitor de sistema: CPU, xarxa i discs no extraibles
- Notificadors de nous correus electrònics
- Panells de notícies i agregadors de RSS
- Barres de menú animades
- Barres d'eines personalitzables

## Altres motors de widgets
- Yahoo! Widgets per a Windows i Mac
- Samurize per Windows
- DesktopX per Windows
- Kapsules per Windows
- AveDesk per Windows
- Dashboard per Mac
- gDesklets per Linux
- Windows Sidebar per Windows Vista y XP.